# Kōji Wada
Pour les articles homonymes, voir Kōji Wada (homonymie).
Kōji Wada (和田 光司, Wada Kōji), né le 29 janvier 1974 à Fukuchiyama et mort le 3 avril 2016, est un chanteur de rock japonais. Il commence sa carrière en 1999, avec son premier album, intitulé Butter-Fly, le thème de l'anime Digimon Adventure.

## Biographie
Wada est né à Fukuchiyama, près de Kyoto au Japon. En 2003, Wada commercialise son premier album original, intitulé All of My Mind, et y inclut ses propres compositions. Il est également en collaboration avec Ōta Michihiko, dans son album intitulé Mirai e no Message ~Ōta Michihiko Self-Cover~ exposant deux de ses compositions – une version de Hontō no Tsuyosa (本当の強さ) (le thème de Ken et Wormmon) et 3 Primary Colors (le thème original de Tamers). Plus tard, il commercialise un nouvel album intitulé The Best Selection ~Welcome Back!~. Cet album contient plusieurs de ses anciennes compositions ainsi que deux nouvelles compositions intitulées Pierce et Kimi no Keshiki.  Le 1er août 2008, il commence son album intitulé ever, contenant cinq nouvelles chansons. L'un de ses derniers albums, Kazakami no Oka Kara (風上の丘から), a été vendu à ses concerts durant fin 2009 au Japon et le 11 janvier 2010 dans le monde entier pour fêter ses dix ans dans la musique.
Wada a également contribué à six thèmes des sept saisons de la série Digimon (en plus d'une de ses compositions qui a été réutilisée dans le deuxième chapitre (ou septième saison) de Digimon Xros Wars). Il a également contribué à deux thèmes de fin dans la série, Innocent ~Mujaki na Mama de~ (イノセント～無邪気なままで～) et an Endless Tale (avec AiM).
Le 4 octobre 2011, Wada annonce par l'intermédiaire de son blog qu'il met sa carrière de côté à cause d'un cancer dont il se soignait auparavant en 2003. Il en meurt quatre ans et demi plus tard, le 3 avril 2016.

## Discographie

### All of My Mind
- Starting Over
- Butter-Fly  (23 avril 1999) (Digimon Adventure)
- Seven (23 avril 1999)
- Target ~Akai Shōgeki~ (ターゲット～赤い衝撃～) (Target ~Red Crash~) (26 avril 2000) (Digimon Adventure 02)
- The Biggest Dreamer  (2 avril 2001) (Digimon Tamers)
- Kaze (風)
- Egao (笑顔)
- Boku wa Boku Datte (僕は僕だって) (c/w Target ~Akai Shōgeki~)
- Modern Love
- Kimi-iro no Mirai -Yume- (君色の未来-ゆめ-) (c/w Honō no Overdrive)
- Kimi no Keshiki

### Kazakami no Oka Kara
- billow
- Hikari Sasu Basho e (光り射す場所へ) (Towards the Place Where Light Shines)
- Ai no Kishi (愛の騎士) (Knight of Love)
- Dai・Jou・Bu☆ (ダイ・ジョウ・ブ☆) (It's Alright)
- cogito, ergo sum ~Aishuu~ (cogito.ergo sum ~哀愁~) (I Think, Therefore I am ~Sorrow~)
- cogito, ergo sum (I Think, Therefore I am)
- Kimi ga Ita Kara (君がいたから) (Because You Were Here)
- Anata no Soba de (あなたの傍で) (By Your Side)
- Kakusei (覚醒) (Awakening)
- Natsu no Kaze ni Hukarete (夏の風に吹かれて) (Blowing In the Summer Wind)
- SEM BARREIRAS ~Kegarenaki Jidai e~ ( SEM BARREIRAS ~汚れなき時代へ~)  (Without Barriers ~Towards an Era Without Dishonor~) (avec Ricardo Cruz)
- Always
- Eien no Takaramono II (永遠の宝物 II) (Eternal Treasure II)
- Kazakami no Oka Kara (風上の丘から) (From the Windward Hill)

### Autres chansons
- Eien no Takaramono (永遠の宝物) (Eternal Treasure) (septembre 2006)
- Grace
- Pierce
- Shōjo no mama de (少女のままで) (Remaining a Girl)
- Starting Over / Say Again (7 novembre 2001)
- bravery (1er août 2008)
- sketch (1er août 2008)
- Hanabi Jack (ハナビジャック) (1er août 2008) (Fireworks Jack)
- Kami HiKōki (紙飛コウキ)  (1er août 2008) (Paper Airplane)
- Kimi to Kisetsu to Hidamari to (キミと季節と陽だまりと)  (1er août 2008) (You, the Seasons, and the Sunshine)
- Honō no Overdrive ~Car Robot Cybertron~ (炎のオーバードライブ～カーロボットサイバトロン～) (Opening Theme) (24 mai 2000)
- FIRE!! / With the Will (24 avril 2002) (Digimon Frontier)
- Innocent ~Mujaki na mama de~ (イノセント～無邪気なままで～)  (22 mai 2002)
- an Endless tale ) (22 novembre 2002) (featuring AiM)
- Hirari (ヒラリ)  (5 novembre 2006) (Digimon Savers)
- Miracle Maker  (février 2003) (feat. AiM & Takayoshi Tanimoto sous le nom de Spirit of Adventure)
- Daybreak (c/w Innocent ~Mujaki na Mama de~)
- for the future (c/w Hirari)
- Haruka na Okurimono (遥かな贈りもの) (c/w an Endless tale) (featuring AiM)
- Yūki o Uketsugu Kodomo-tachi e (勇気を受け継ぐ子供達へ) (avec AiM, Michihiko Ohta, Ayumi Miyazaki, Takayoshi Tanimoto, Sammy et Hassy)
- Mirai e no Tobira ~Ano Natsu no Hi Kara~ (未来への扉～あの夏の日から～) (avec AiM, Michihiko Oota, Takayoshi Tanimoto, Sammy et Hassy)
- Days (vec Hassy, AiM, Kanako Ito et Sammy)
- WE ARE Xros Heart (1er août 2010) (Digimon Fusion)
- X4B the Guardian (Digimon Fusion)
- The Hero who Dances in the Sky! X5! (1er décembre 2010) (Digimon Fusion)